# Коснырев, Владимир Петрович
Владимир Петрович Коснырев (11 сентября 1939, Прокопьевский сельсовет, Коми АССР — сентябрь 1987)— бурильщик Вуктыльского газопромыслового управления, Герой Социалистического Труда (27 мая 1982).

## Биография
Родился в 1939 году в деревне Лавровка. По национальности коми.
Окончил Ухтинский горно-нефтяной техникум (1959), работал помощником бурильщика в конторе разведочного бурения № 2 Ухтинского комбината.
После службы в армии (1959—1962) работал в Ярегском нефтешахтном управлении объединения «Коминефть»: оператор по добыче нефти, бурильщик нефтяных скважин, слесарь-аккумуляторщик, техник-диспетчер, старший техник поверхностного бурения, помощник бурового мастера.
В 1970 году в числе лучших специалистов направлен на освоение Вуктыльского газоконденсатного месторождения. Инициатор применения прогрессивных методов добычи газа, позволяющих значительно повысить производительность.

## Награды
- орден Трудового Красного Знамени (1974);
- орден Ленина (1977);
- Герой Социалистического Труда (орден Ленина и медаль «Серп и Молот»; 27.5.1982) — за выдающиеся производственные достижения, досрочное выполнение планов и социалистических обязательств 1981 г., проявленную трудовую доблесть;
- Заслуженный работник народного хозяйства Коми АССР;
- Почётный гражданин города Вуктыл.

## Комментарии
1. ↑  Деревня Лавровка[1] входила в состав Прокопьевского сельсовета Прилузского (в 1935—1963 годы — Летского) района Коми АССР[2]; упразднена 21 мая 2004 года[3].